# Côte de Granit rose-Sept-Iles
Côte de Granit rose-Sept-Iles este o arie protejată (sit de importanță comunitară — SCI) din Franța întinsă pe o suprafață de 72.140 ha, din care 99 % marine.

## Localizare
Centrul sitului Côte de Granit rose-Sept-Iles este situat la coordonatele 48°51′38″N 3°29′17″W / 48.86056°N 3.48806°V.

## Înființare
Situl Côte de Granit rose-Sept-Iles a fost declarat arie specială de conservare în baza directivei 92/43 din 1992 referitoare la conservarea habitatelor naturale și a faunei și florei sălbatice pentru a proteja 2 specii de plante și 13 specii de animale.

## Biodiversitate
Situată în ecoregiunea atlantică, aria protejată conține 26 de habitate naturale: Bancuri de nisip acoperite în permanență slab de apă marină, Recifuri, Faleze cu vegetație de pe coastele atlantice și baltice, Dune mobile cu vegetație embrionară, Dune de coastă fixe cu vegetație erbacee („dune gri”), Pante stâncoase silicioase cu vegetație casmofită, Depresiuni intradunale umede, Pășuni mediteraneene udate de apa mării (Juncetalia maritimi), Dune fixe decalcificate atlantice (Calluno-Ulicetea), Pajiști cu Molinia pe soluri calcaroase, turboase sau argilos-nămoloase (Molinion caeruleae), Păduri de fag Asperulo-Fagetum, Păduri pe pante, grohotișuri și ravene de Tilio-Acerion, Golfuri mici largi și golfuri puțin adânci, Vegetație anuală la limita mareei, Vegetație perenă pe țărmurile stâncoase, Pășuni atlantice udate de apa mării (Glauco-Puccinellietalia maritimae), Pajiști uscate europene, Lagune de coastă, Ape oligotrofe din câmpii nisipoase, cu un conținut foarte redus de minerale (Littorelletalia uniflorae), Liziere de ierburi înalte hidrofile de câmpie și de nivel montan până la alpin, Terase mlăștinoase și terase nisipoase neacoperite de apă la reflux, Dune mobile de-a lungul țărmului cu Ammophila arenaria („dune albe”), Roci stâncoase cu vegetație pionieră de Sedo-Scleranthion sau Sedo albi-Veronicion dillenii, Tufărișuri halo-nitrofile (Pegano-Salsoletea), Lacuri eutrofice naturale cu vegetație de tip Magnopotamion sau Hydrocharition, Salicornia și alte specii anuale care populează regiunile mlăștinoase și nisipoase.
La baza desemnării sitului se află mai multe specii protejate:
- plante (2): Rumex rupestris, Trichomanes speciosum
- mamifere (6): Halichoerus grypus, focă obișnuită (Phoca vitulina), marsuin (Phocoena phocoena), liliacul mare cu potcoavă (Rhinolophus ferrumequinum), liliacul mic cu potcoavă (Rhinolophus hipposideros), delfin mare (Tursiops truncatus)
- nevertebrate (3): Coenagrion mercuriale, Elona quimperiana, rădașcă (Lucanus cervus)
- pești (4): Alosa alosa, Alosa fallax, Petromyzon marinus, somonul (Salmo salar)

Pe lângă speciile protejate, pe teritoriul sitului au mai fost identificate 9 specii de plante, 2 specii de amfibieni, 3 specii de mamifere, 1 specie de nevertebrate, 2 specii de pești, 4 specii de reptile.